# Grust
Grust (gaskognisch gleicher Name) ist eine französische Gemeinde mit 37 Einwohnern (Stand 1. Januar 2022) im Département Hautes-Pyrénées in der Region Okzitanien; sie gehört zum Arrondissement Argelès-Gazost und zum Kanton La Vallée des Gaves.

## Lage
Grust liegt im Süden des Département Hautes-Pyrénées rund 39 Kilometer (Luftlinie) südsüdwestlich von Tarbes. Der Ort liegt am östlichen Abhang des Bergs Soum d’Arriou Né (2577 m. ü. M.) und zudem im Nationalpark Pyrenäen. Es ist Teil der Region Lavedan und dessen Unterregion Vallée de Barège.
Die Gemeinde besteht aus dem Dorf Grust, der Skistation Station de Luz-Ardiden und zahlreichen Einzelgehöften.

## Geschichte
Eine erste namentliche Erwähnung erfuhr Grust als Anerius de Grus im Kopialbuch von Saint-Savin im Jahr 1077/1078. Im frühen Mittelalter wechselte die Herrschaft häufig (Westgoten, Basken, Franken, Sarazenen). Danach war der Ort jahrhundertelang unter der Herrschaft des Königreichs Aquitanien respektive des Herzogtums Gascogne. Von 900 bis 1609 gab es eine Grafschaft Bigorre innerhalb der vorgenannten Gebiete. Ein Untergebiet dieser Herrschaft war die Region Lavedan, zu der Grust zugehörig war. Im Hundertjährigen Krieg war Grust manchmal unter englischer, manchmal unter französischer Herrschaft. Von 1425 bis 1609 gehörte der Ort als Teil der Grafschaft Bigorre zur nur lose mit Frankreich verbundenen Grafschaft Foix. Weil der letzte Herrscher dieser Grafschaft, König Heinrich II. aus dem Hause Bourbon, 1589 den Thron von Frankreich (als Heinrich IV.) bestieg, waren die Orte der Region 1609 bis 1789 Krondomäne. Die Gemeinde gehörte von 1793 bis 1801 zum District Argelès. Zudem war sie von 1793 bis 2015 Teil des Kantons Luz-Saint-Sauveur. Mit Ausnahme der Jahre 1926 bis 1942 (Arrondissement Bagnères) war Grust seit 1801 verwaltungstechnisch Teil des Arrondissements Argelès-Gazost.

## Bevölkerungsentwicklung
| Jahr                       | 1962 | 1968 | 1975 | 1982 | 1990 | 1999 | 2006 | 2012 | 2020 |
| Einwohner                  | 72   | 66   | 63   | 54   | 44   | 40   | 47   | 46   | 34   |
| Quellen: Cassini und INSEE |      |      |      |      |      |      |      |      |      |

Im 19. Jahrhundert zählte der Ort immer deutlich über 100 Einwohner. Die zunehmende Mechanisierung der Landwirtschaft führte zu einem kontinuierlichen Absinken der Einwohnerzahlen bis auf die Tiefststände in neuerer Zeit.

## Sehenswürdigkeiten

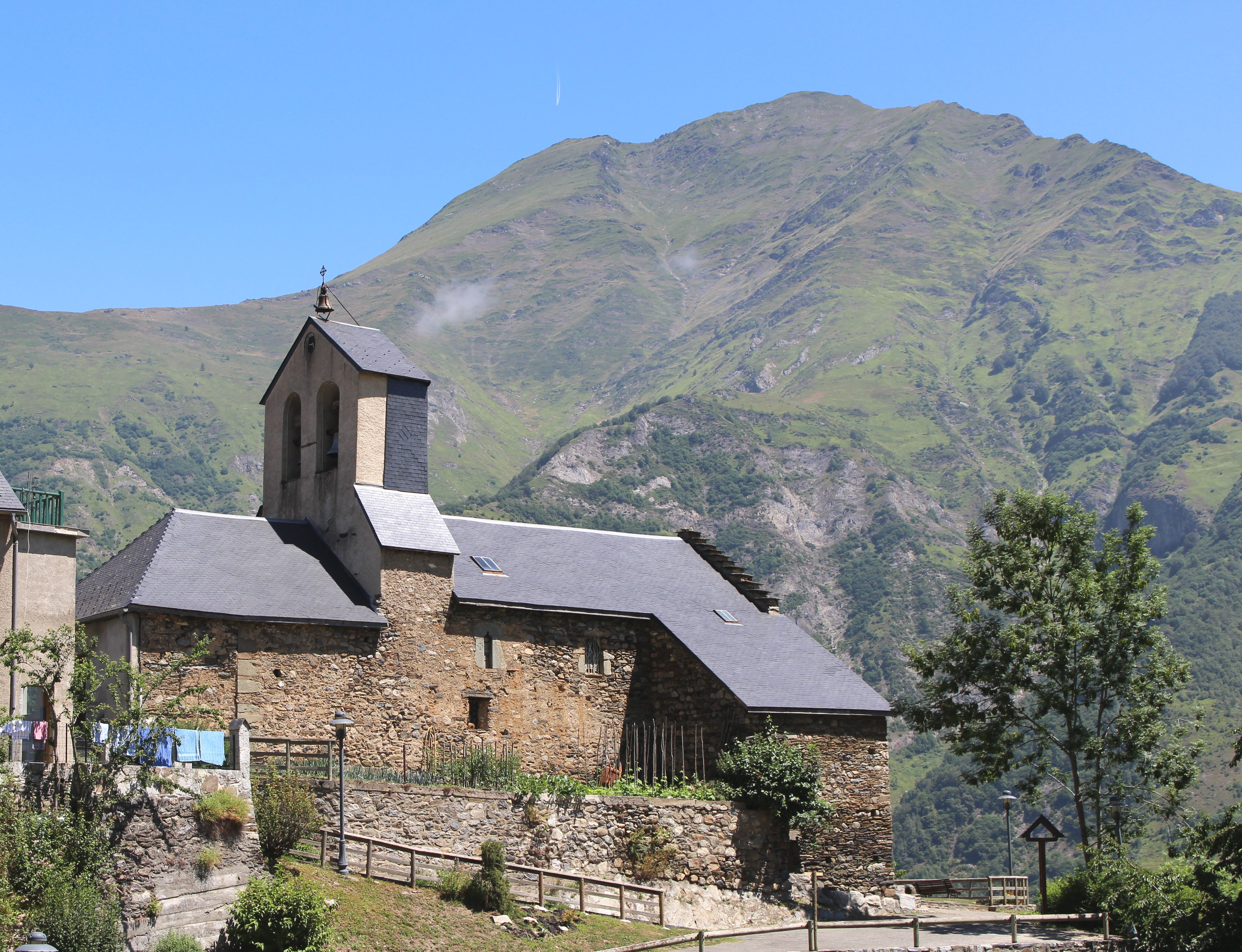
Kirche Saint-Martin
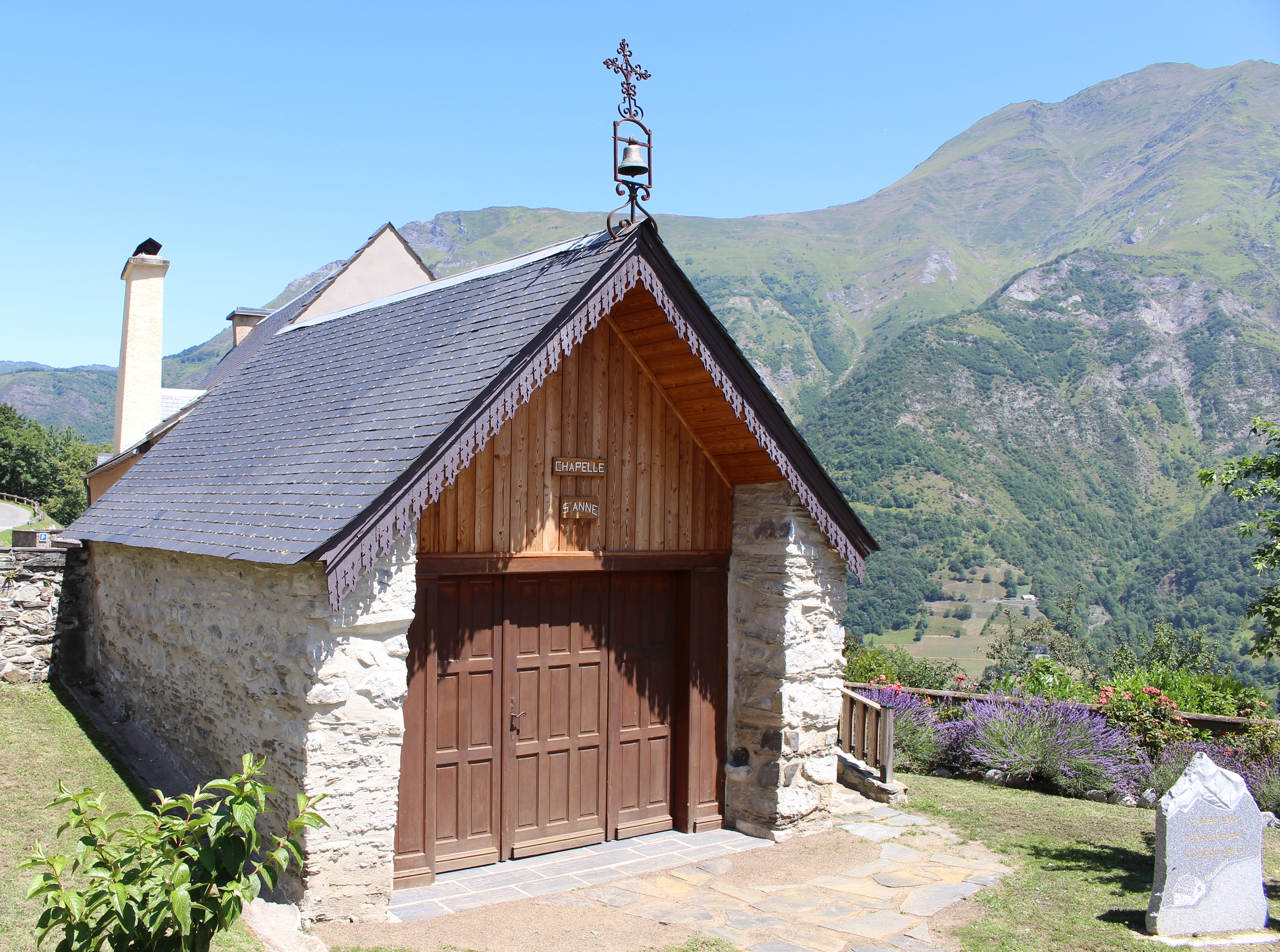
Kapelle Sainte-Anne
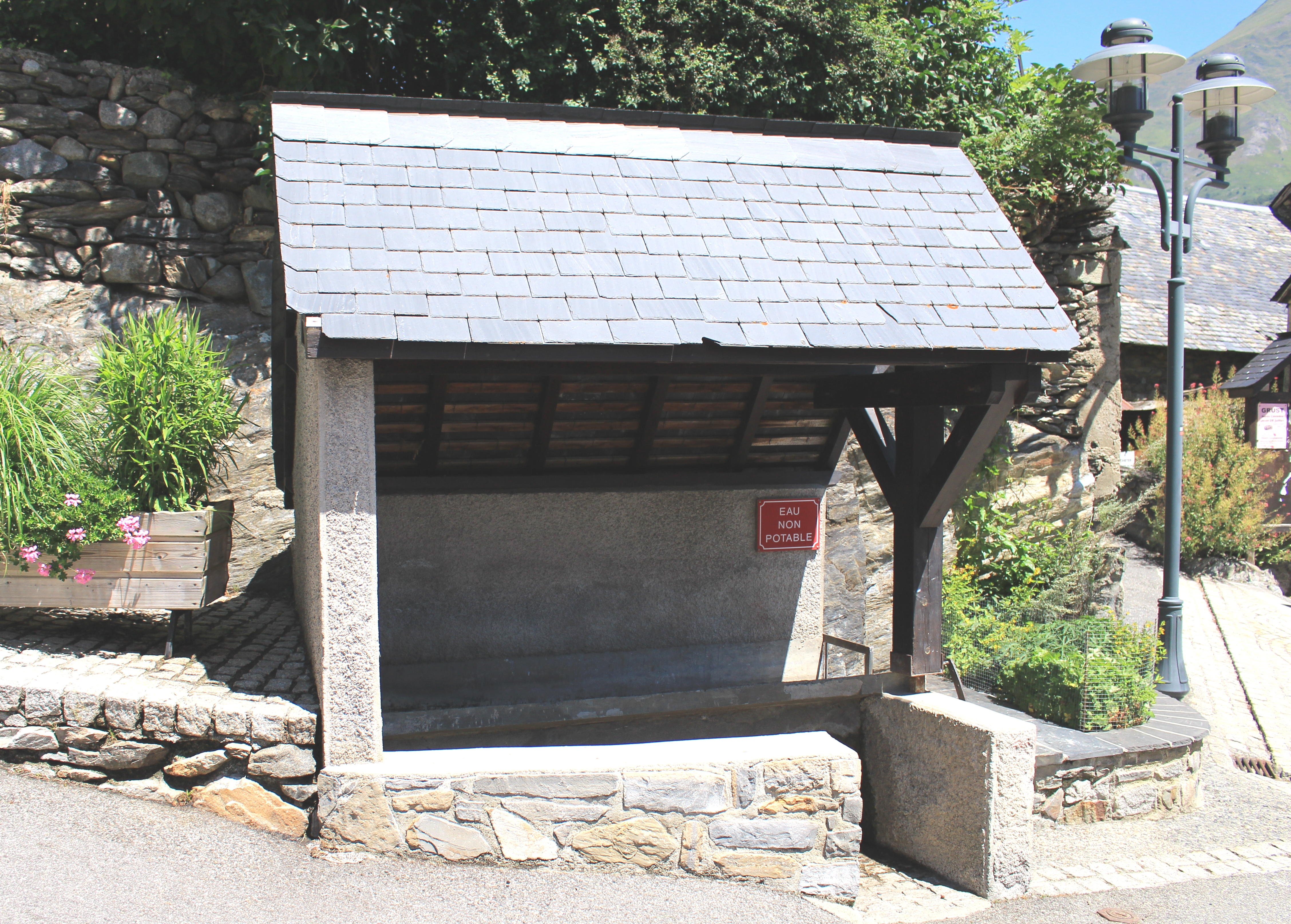
Ehemaliges Waschhaus
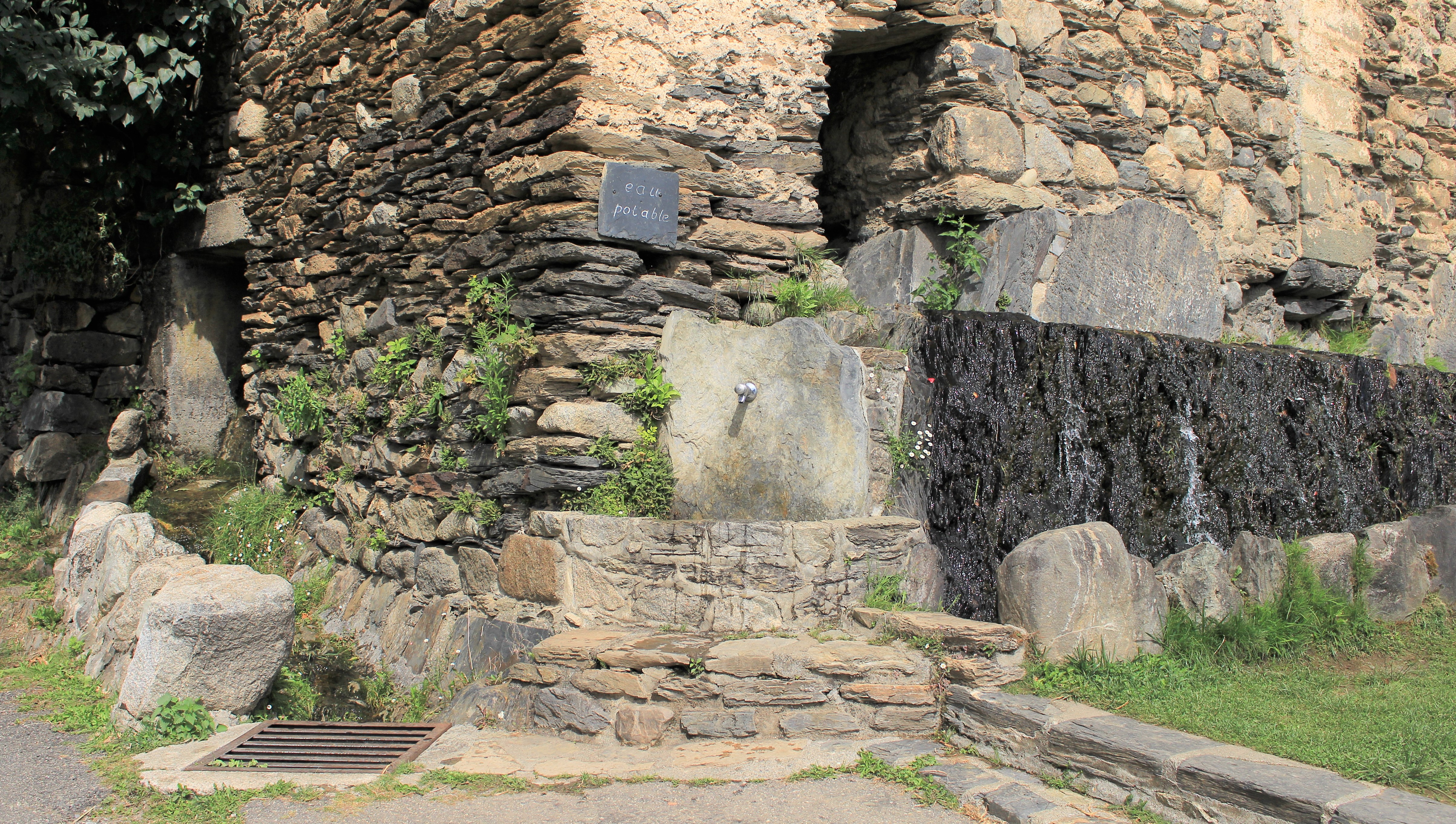
Brunnen
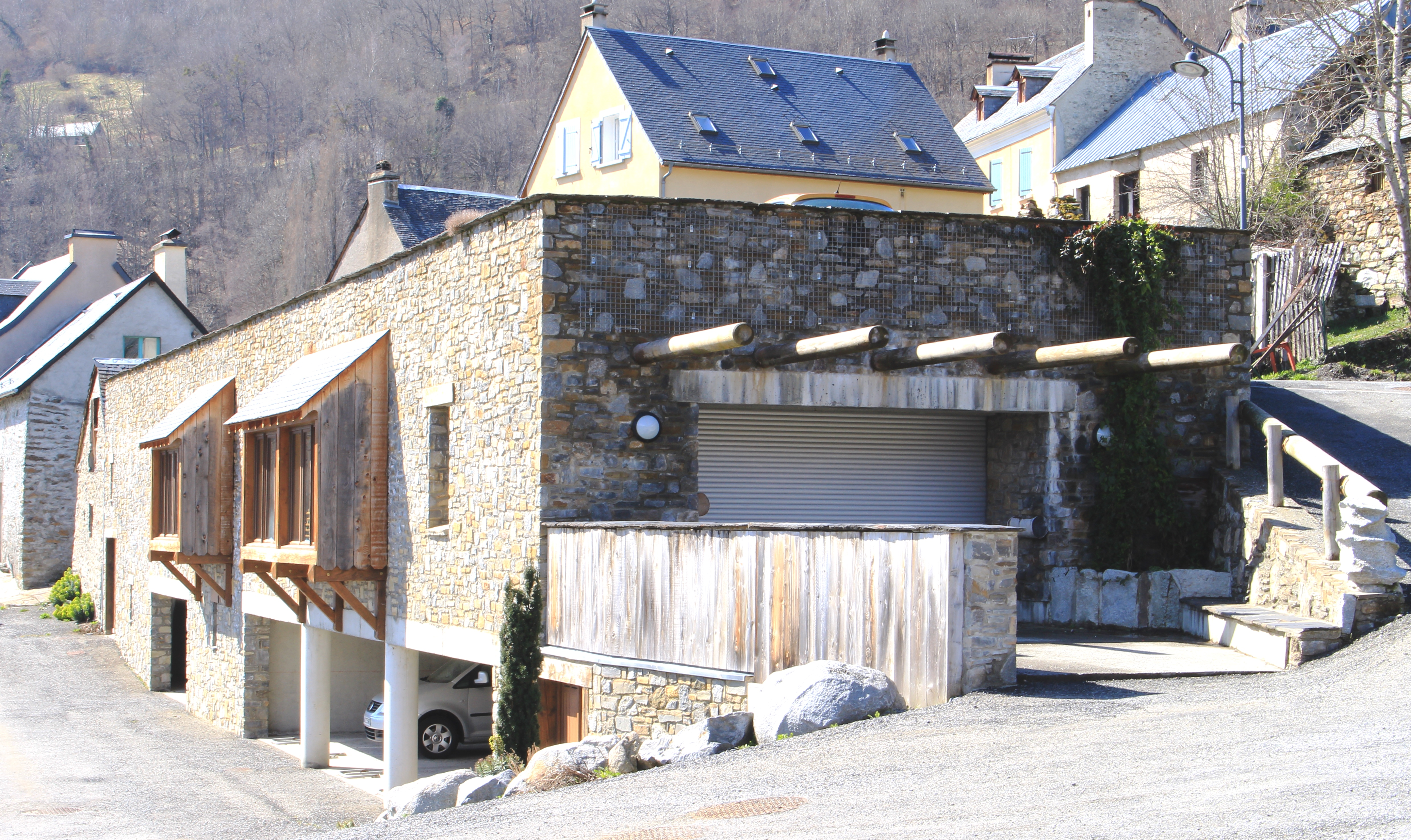
Gemeindefesthalle
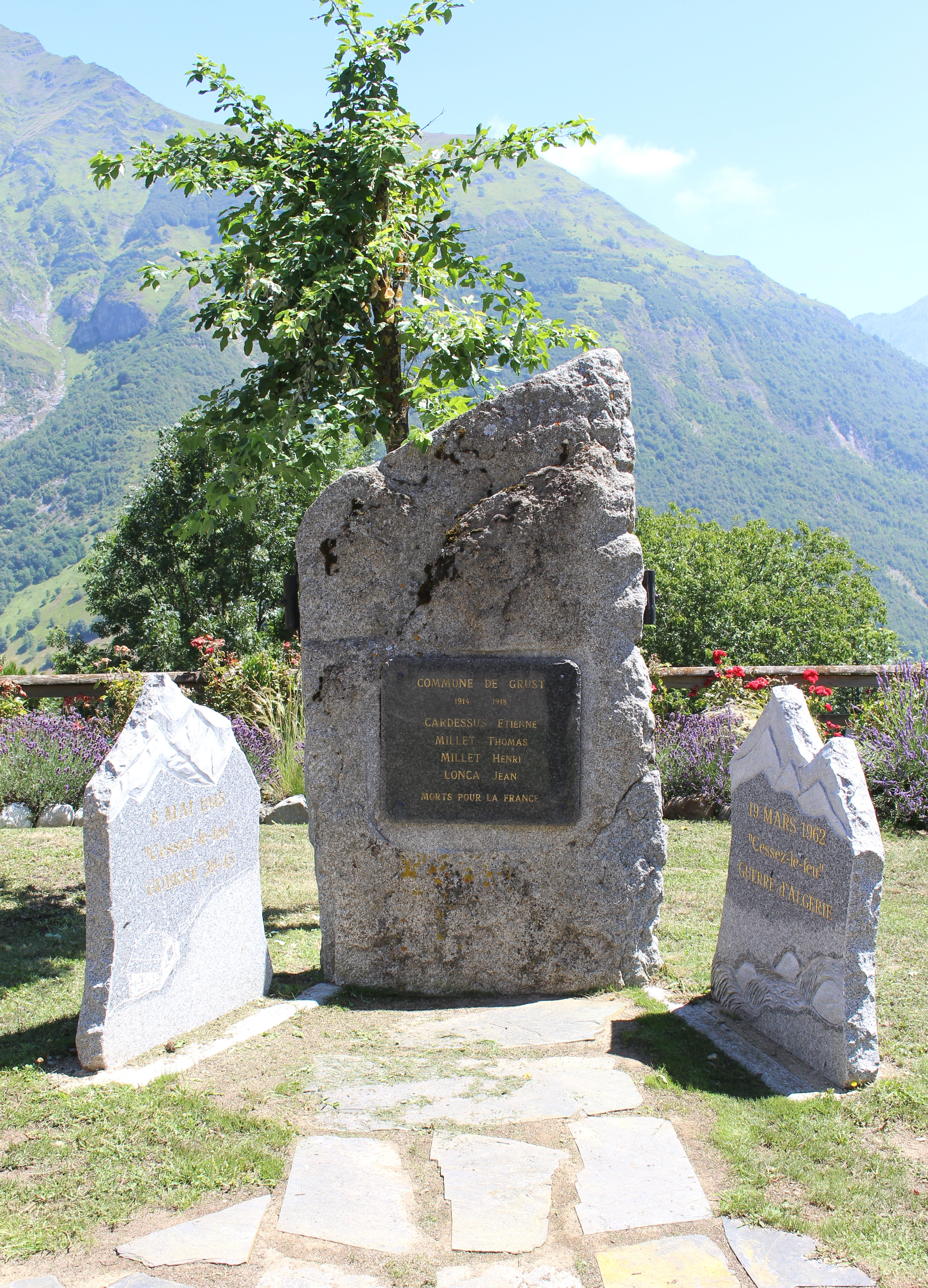
Gefallenendenkmal

- Kirche Saint-Martin
- Kapelle Sainte-Anne
- Ehemaliges Waschhaus
- Brunnen
- Gemeindefesthalle
- Gefallenendenkmal